# Миронов, Леонид Сергеевич
Леонид Сергеевич Миронов (1915—1991) — капитан 1-го ранга Военно-морского флота СССР, участник Великой Отечественной и советско-японской войн, Герой Советского Союза (1945).

## Биография
Леонид Миронов родился 16 июня 1915 года в селе Петрушино (ныне — Скопинский район Рязанской области). С 1925 года жил в селе Ляпино Ярославского района Ярославской области, окончил семь классов школы и школу фабрично-заводского ученичества. Проживал и работал в Харькове, Челябинске. В июне 1934 года Миронов был призван на службу в Военно-морской флот СССР. В 1938 году окончил Ленинградское военно-морское училище имени М. В. Фрунзе. Участвовал в боях Великой Отечественной войны на Северном флоте.
Участвовал в боях советско-японской войны, будучи командиром фрегата «ЭК-2» 1-й бригады сторожевых кораблей Тихоокеанского флота. 14 августа 1945 года фрегат Миронова с передовым десантным отрядом вошёл в бухту города Сейсин (ныне — Чхонджин, КНДР) и успешно высадил десант, что способствовало успешному захвату города. Огнём своего фрегата Миронов руководил лично, в немалой степени поспособствовав успеху действий десантников. 15 августа фрегат высадил второй эшелон десантников, а затем доставил большую группу раненных во Владивосток. Благодаря постоянному маневрированию фрегат совершенно не пострадал. 22-23 августа 1945 года фрегат Миронова доставил десантный отряд на южную оконечность Сахалина, что способствовало захвату порта Маока (ныне — Холмск).
Указом Президиума Верховного Совета СССР от 14 сентября 1945 года за «мужество и героизм, проявленные в борьбе с японскими милитаристами» капитан-лейтенант Леонид Миронов был удостоен высокого звания Героя Советского Союза с вручением ордена Ленина и медали «Золотая Звезда».
После окончания войны Миронов продолжил службу в Военно-морском флоте СССР. Окончил спецкурсы офицерского состава и Военно-морскую академию. В июне 1960 года в звании капитана первого ранга Миронов был уволен в запас. Проживал и работал в Риге. Скончался 10 октября 1991 года, похоронен на рижском кладбище Микеля.
Был награждён двумя орденами Ленина, двумя орденами Красного Знамени, двумя орденами Отечественной войны 1-й степени, орденами Отечественной войны 2-й степени и Красной Звезды, рядом медалей.